# Saint-Vaast-Dieppedalle
Saint-Vaast-Dieppedalle é uma comuna francesa na região administrativa da Normandia, no departamento de Sena Marítimo. Estende-se por uma área de 12 km². Em 2010 a comuna tinha 372 habitantes (densidade: 31 hab./km²).